# Manurhin
Manurhin ist heute ein französischer Hersteller von Maschinen für die Produktion von Patronen in Mülhausen.
Manurhin war ursprünglich eine Abkürzung von Manufacture de Machines du Haut-Rhin. Dieses Unternehmen hatte der Industrielle Jules Spengler 1919 gegründet, um Maschinen für die Lebensmittel- und Schmuckindustrie herzustellen. Seit 1922 wurde die Abkürzung Manurhin auf allen Maschinen angebracht, die Manufacture de Machines du Haut-Rhin fertigte. Im gleichen Jahr ging die erste Produktionslinie für Patronen in Betrieb. Außerdem wurden die ersten Maschinen für die Herstellung von Patronen hergestellt.
Heute produziert Manurhin, gesellschaftsrechtlich MR Equipement Societé anonyme, die zur MNR Group SA gehört, ausschließlich Maschinen zur Patronenherstellung, die meist als komplette Produktionsanlagen zu einem Stückpreis von ca. 30 Mio. Euro verkauft werden. Solche Anlagen wurden bis 2013 in 63 Länder verkauft. In Europa konkurrieren nur noch ein belgischer Hersteller und die deutsche Fritz Werner Industrie-Ausrüstungen GmbH in Geisenheim mit Manurhin.

## Eigentumsverhältnisse
2013 gehörten 
- 34 % der Anteile der MNR Group SA der Delta Defence, einem slowakischen Rüstungshersteller,
- 22,7 % Giat Industries, die heute unter Nexter firmiert, einem staatlichen französischen Rüstungshersteller,
- 22,7 % Sofired, einem französischen Staatsfonds, der Anteile an Rüstungsbetrieben hält,
- 10 % dem Management und
- 10,6 % anderen oder den Mitarbeitern.[5]

## Waffenproduktion

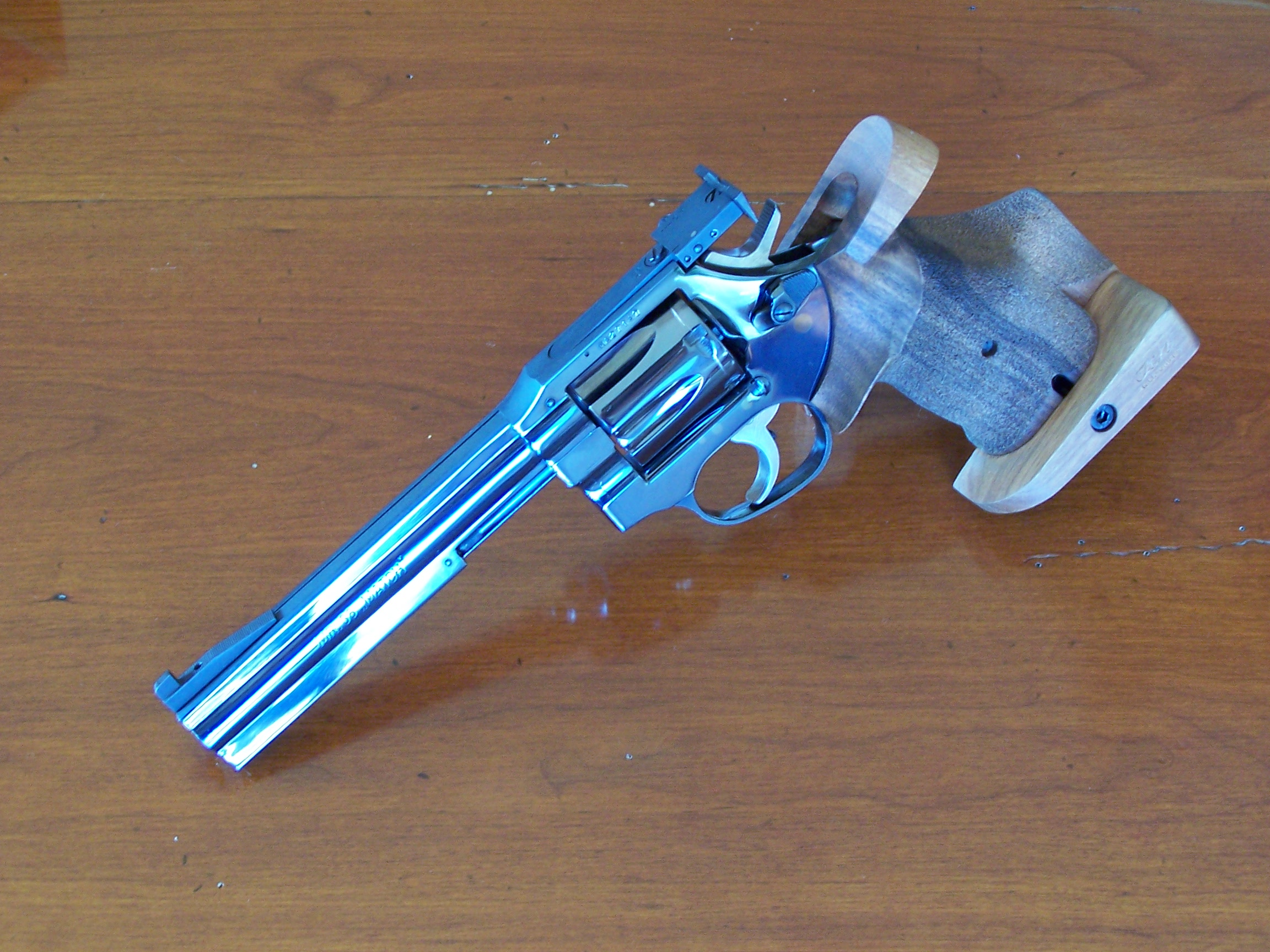
Manurhin MR 73

Ab 1947 begann Manurhin mit der Lizenzproduktion der deutschen Polizeipistolen Walther PP, Walther PPK, Walther PPK/S, und Walther PPK/E der Carl Walther GmbH Sportwaffen. Zwischen 1952 und 1986 wurden ca. 1,2 Mio. Pistolen hergestellt. Eine Walther PPK erlangte Ruhm als bevorzugte Filmwaffe von Filmheld James Bond. Dass die James-Bond-Produktionsfirma Waffen von Manurhin verwendete, erwähnt Manurhin noch 2013 auf seiner Homepage und zählt auch die Filme auf, in denen Walther-Manurhin PPK verwendet wurden.
Außerdem begann Manurhin Revolver herzustellen:
- Manurhin MR 73 (.357 Magnum)
  - Manurhin MR 73 Gendarmerie
  - Manurhin MR 73 Sport (.357 Magnum Wechselsystem 9mm Para)
- Manurhin MR 88 (.357 Magnum)
- Manurhin MR 93 (.357 Magnum)
- Manurhin MR 96 (.357 Magnum)

Schließlich produzierte Manurhin auch SIG-Sturmgewehre in Lizenz.

## Motorroller Manurhin MR75

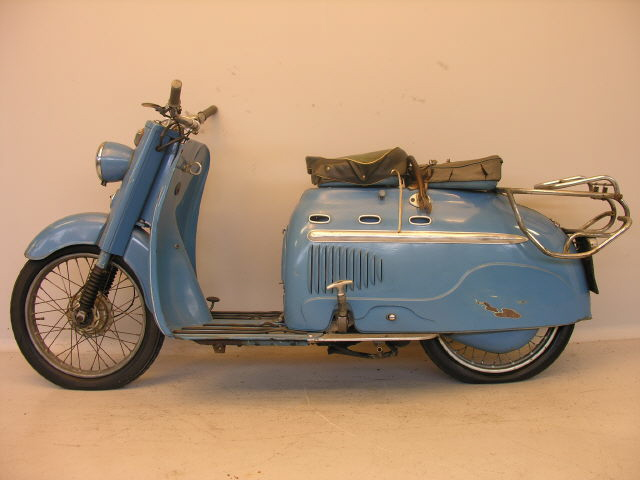
Motorroller Manurhin von 1958

Zwischen 1957 und 1962 stellte Manurhin den deutschen Motorroller DKW Hobby in Lizenz her. Auffälliger Unterschied gegenüber dem Original ist die durchgehende Blechverkleidung des Aufbaus im Bereich des Hinterrades; das Original hatte dort einen Ausschnitt mit einem eingesetzten Aluminiumgitter. Die Roller wurden zu einem großen Teil aus französischen Komponenten hergestellt. Sie wurden als Manurhin MR75 in Europa vermarktet, in Großbritannien trugen sie die Bezeichnung „Concord“. Bei den Rollern wurde als einem der ersten Motorräder eine Pulverbeschichtung angewandt. Nachdem dem Ende der Produktion des DKW Hobby im Jahr 1957 wurde der Manurhin MR75 weiter gebaut und erreichte hinter Lambretta und Vespa die dritthöchsten Verkaufszahlen in Europa.